# Tetramorium hippocrate
Tetramorium hippocrate är en myrart som beskrevs av Agosti och Cedric A. Collingwood 1987. Tetramorium hippocrate ingår i släktet Tetramorium och familjen myror. Inga underarter finns listade i Catalogue of Life.